# 10677 Colucci
10677 Colucci este o planetă minoră (asteroid), cu un diametru de 3,623 km, din centura de asteroizi. A fost descoperită pe 25 iunie 1979 la Observatorul Siding Spring de Eleanor F. Helin. 
Obiectul prezintă o orbită caracterizată de o semiaxă mare de 2,2741325 UAi, o excentricitate de 0,07, o înclinație de 1,98046 ° în raport cu ecliptica.